# 2009 JD19
2009 JD19, também escrito como 2009 JD19, é um objeto transnetuniano que está localizado no Cinturão de Kuiper, uma região do Sistema Solar. Este corpo celeste é classificado como um provável plutino, pois, o mesmo está em uma ressonância orbital de 2:3 com o planeta Netuno. Ele possui uma magnitude absoluta de 7,8 e tem um diâmetro estimado com 121 km.

## Descoberta
2009 JD19 foi descoberto no dia 15 de maio de 2009.

## Órbita
A órbita de 2009 JD19 tem uma excentricidade de 0,105 e possui um semieixo maior de 39,708 UA. O seu periélio leva o mesmo a uma distância de 35,525 UA em relação ao Sol e seu afélio a 43,890 UA.